# Abborrtjärnen (Ramnäs socken, Västmanland)
Abborrtjärnen är en sjö i Surahammars kommun i Västmanland och ingår i Norrströms huvudavrinningsområde. Sjön är 3,1 meter djup, har en yta på 0,0393 kvadratkilometer och är belägen 106 meter över havet.